# Prima Facie
Prima Facie è un'opera teatrale della drammaturga australiana Suzie Miller, portata al debutto a Sydney nel 2019.

## Trama
Nonostante le umili origini, Tessa riesce a frequentare l'Università di Oxford, dove si laurea brillantemente in legge. Dopo gli studi intraprende con successo la carriera forense a Londra, dove si afferma in particolare come eccellente avvocato nei casi di violenza sessuale. Dopo aver difeso con successo un uomo accusato di stupro, Tessa viene violentata da un collega. Dopo aver denunciato il fatto alla polizia, Tessa deve affrontare le conseguenze dell'aggressione e della denuncia, renendosi conto che il sistema giuridico che lei ha sempre usato a proprio vantaggio per scagionare presunti stupratori è profondamente ingiusto nei confronti delle donne che, come lei, sono vittime di violenza sessuale. Al banco dei testimoni cade nei tranelli tesi dal difensore del suo stupratore – tranelli simili a quelli che lei stessa tendeva quando interrogava una querelante – e dopo aver perso al processo è costretta a rivedere le sue convinzioni sulla giustizia.

## Storia delle rappresentazioni
Prima Facie ha avuto la sua prima assoluta allo Stables Theatre di Sydney il 17 maggio 2019 con Sheridan Harbridge nel ruolo della protagonista.
Dopo essere andato in scena in altre città australiane, il dramma ha avuto la sua prima londinese nell'aprile 2022, in scena all'Harold Pinter Theatre con Jodie Comer nel ruolo di Tessa e una colonna sonora originale composta da Self Esteem. La pièce è stata un grande successo di pubblico e critica, tanto da registrare il tutto esaurito durante i suoi tre mesi in cartellone e ricevere cinque candidature al Premio Laurence Olivier, vincendo il premio per la migliore nuova opera teatrale e per la migliore attrice (Comer).
Forte del successo sulle scene londinesi, il dramma è stato riproposto anche a Broadway nella primavera 2023, in scena al Golden Theatre con Comer nel ruolo di Tessa; per la sua interpretazione ha vinto il Theatre World Award, il Drama Desk Award e il Tony Award alla miglior attrice protagonista in un'opera teatrale.

## Adattamento cinematografico
Nel maggio 2023 è stato annunciato che Susanna White avrebbe diretto un adattamento cinematografico della pièce con Cynthia Erivo nel ruolo di Tessa.